# Hrusca
Hrusca este un cartier din sectorul Centru, municipiul Chișinău, Republica Moldova. Cartierul este situat pe teritoriul de limită între sectoarele Centru și Botanica, în zona străzilor Hrusca, „Odesa”, „Tecuci”, „Tisa” ș.a. În sec. XVI – XVII, în zona dată se afla satul omonim, care în secolul al XIX-lea își pierde statutul, fiind încadrat teritorial în raza orașului

## Istoric
Primele informații asupra localității Hrusca datează de pe timpul domniei lui Ștefăniță Vodă (1517–27). Într-o carte domnească de pe timpurile lui Iliaș Rareș (1546–51), emisă în 1548, se menționează că o jumătate din sat este vândută cu 180 de zloți tătărești lui Bran, Mihuță și altor cumpărători. În 1666, frații Anton și Gheorghe Palade vând, partea de sus („propria lor ocină”) a satului, fraților Mârza și Ștefan. Din actele cancelariei domnești din 1776 și 1806 aflăm că Hrusca se afla în proprietate răzășească, cu excepția unor părți stăpânite de  mănăstirile Galata și Frumoasa. În anii 1960–70, cartierul își pierde aspectul edilitar, odată cu construirea primelor clădiri etajate.

## Legături externe
- Chișinău, etapele devenirii urbane (1436 - 1812) Arhivat în 18 martie 2015, la Wayback Machine. pe Istoria.md